# Chiloglanis modjensis
Chiloglanis modjensis är en fiskart som beskrevs av Boulenger, 1904. Chiloglanis modjensis ingår i släktet Chiloglanis och familjen Mochokidae. IUCN kategoriserar arten globalt som otillräckligt studerad. Inga underarter finns listade i Catalogue of Life.